# یرواند کوبلیان
یرواند کوبلیان (ارمنی: Երուանդ Կոպէլեան؛ ۱۰ نوامبر ۱۹۲۳ – ۱۶ دسامبر ۲۰۱۰) شاعر، نویسنده، و روزنامه‌نگار ارمنی‌تبار اهل ترکیه بود.

## زندگی‌نامه
یرواند کوبلیان در سال ۱۹۲۳ از والدینی ارمنی از اهالی محله Bardizag (Bahçecik) ازمیت در محله روملی حصار استانبول به دنیا آمد. وی یکی از چهار فرزند خانواده بود. تحصیلات ابتدایی را در مدرسه تاتئوسیان انجام داد و در سال ۱۹۳۷ از آنجا فارغ‌التحصیل شد. سپس در مدرسه ارمنی یسائیان ادامه تحصیل داد و فارغ‌التحصیل شد. در دوران جنگ جهانی دوم به مدت چهار سال در ارتش ترکیه خدمت نمود. وی در ارتش نویسنده برجسته ارمنی هایگازون گالوستیان و شاعر سرشناسی گاربیس کانیکان را ساماتیا ملاقات نمود. این سه به صورت منظم در قهوه‌خانه Eptalofos در میدان تقسیم ملاقات می‌نمودند و دربارهٔ مسائل ادبی بحث می‌کردند. نخستین کتاب شعر کوبلیان تحت عنوان "Hopefully" در سال ۱۹۴۸ به چاپ رسید. در سال ۱۹۵۷ به بیروت نقل مکان نمود و در روزنامه اسپیورک (Spyurk) شروع به فعالیت پرداخت. در پانزده هفته پایانی عمر خویش وی در روزنامه ارمنی-ترکی آگوس مطالبی را به رشته تحریر درمی‌آورد. وی در دسامبر ۲۰۱۰ درگذشت و در آرامستان ارمنی Balikli به خاک سپرده شد.